# BMW Z1
La BMW Z1 è un'automobile di tipo roadster (definibile altrimenti come spider) prodotta dalla casa automobilistica tedesca BMW dal luglio 1988 al giugno 1991 in soli 8.000 esemplari.

## Storia
La prima presentazione alla stampa della Z1 avvenne nel 1986 mentre la presentazione ufficiale avvenne al salone dell'automobile di Francoforte del 1987.

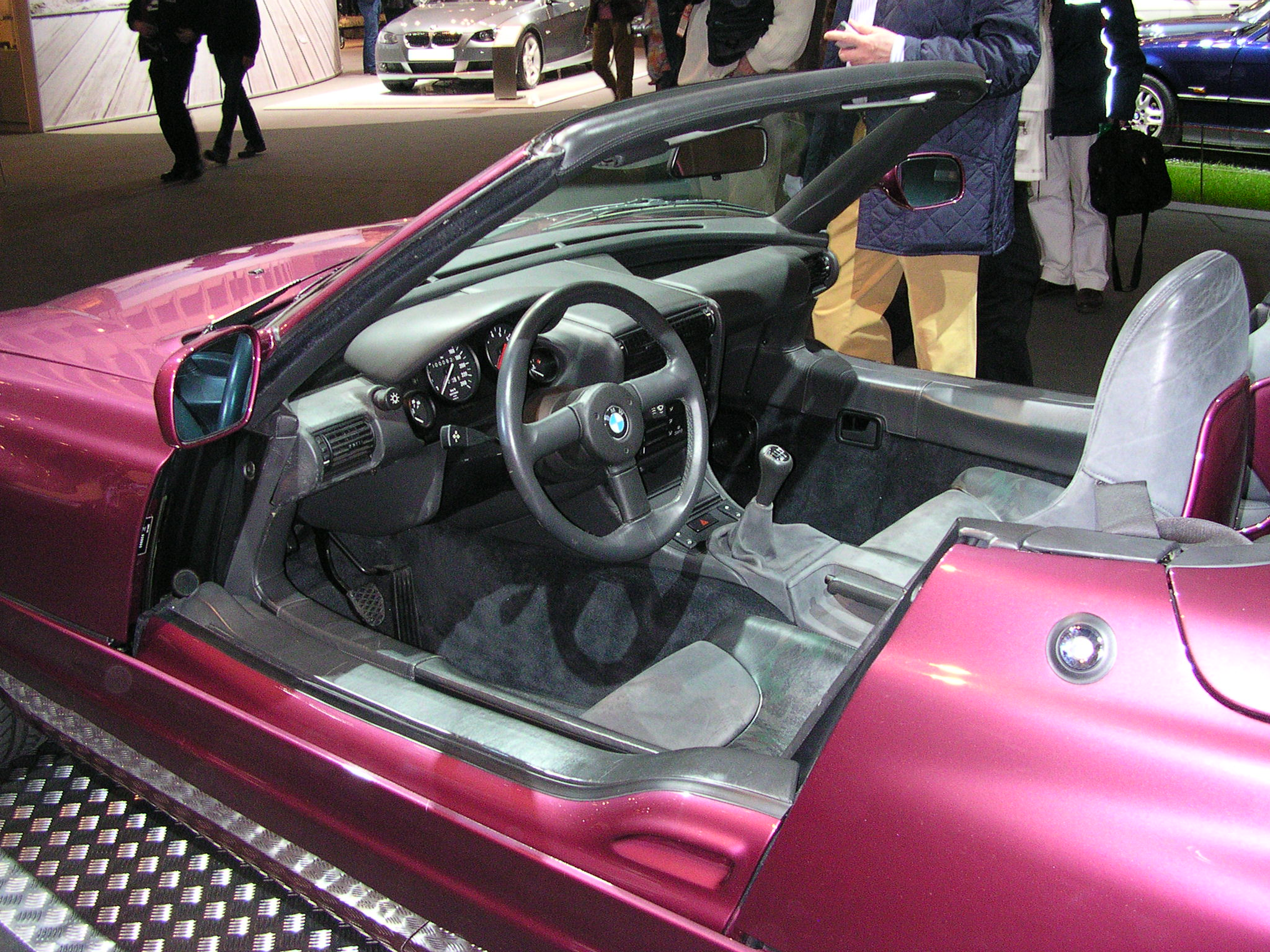
Vista degli interni di una Z1 con le portiere e tetto aperti

La maggior parte degli esemplari prodotti venne venduta sul territorio tedesco con l'Italia come primo paese di esportazione. Dopo la fine della produzione nel 1991 la BMW non ebbe più alcun modello specifico di spyder in catalogo fino alla presentazione della Z3 avvenuta nel 1995.
La BMW Z1 fu disegnata in un periodo di oltre tre anni nel settore BMW Technik GmbH. Lo sviluppo della vettura è globalmente attribuito al Dr. Ulrich Bez e ai suoi collaboratori (Alexander Pregl, Rudolf Müller, Lutz Janssen, Wolf-Henryk Menke, Dieter Schaffner, Klaus Faust, Sabine Zemelka e Stephan Stark). La direzione del progetto fu però affidata al Dr. Klaus Faust quando Bez, nell'ottobre 1988, lasciò la BMW per trasferirsi alla Porsche.
La Z1 è oltretutto la prima della serie Z (iniziale della parola Zukunft, che in tedesco significa futuro) della BMW, serie caratterizzata da stile e prestazioni sportive e da un'impostazione di tipo roadster o coupé esclusivamente a due posti, a cui appartengono anche la Z3, la Z4 e la Z8.

## Caratteristiche

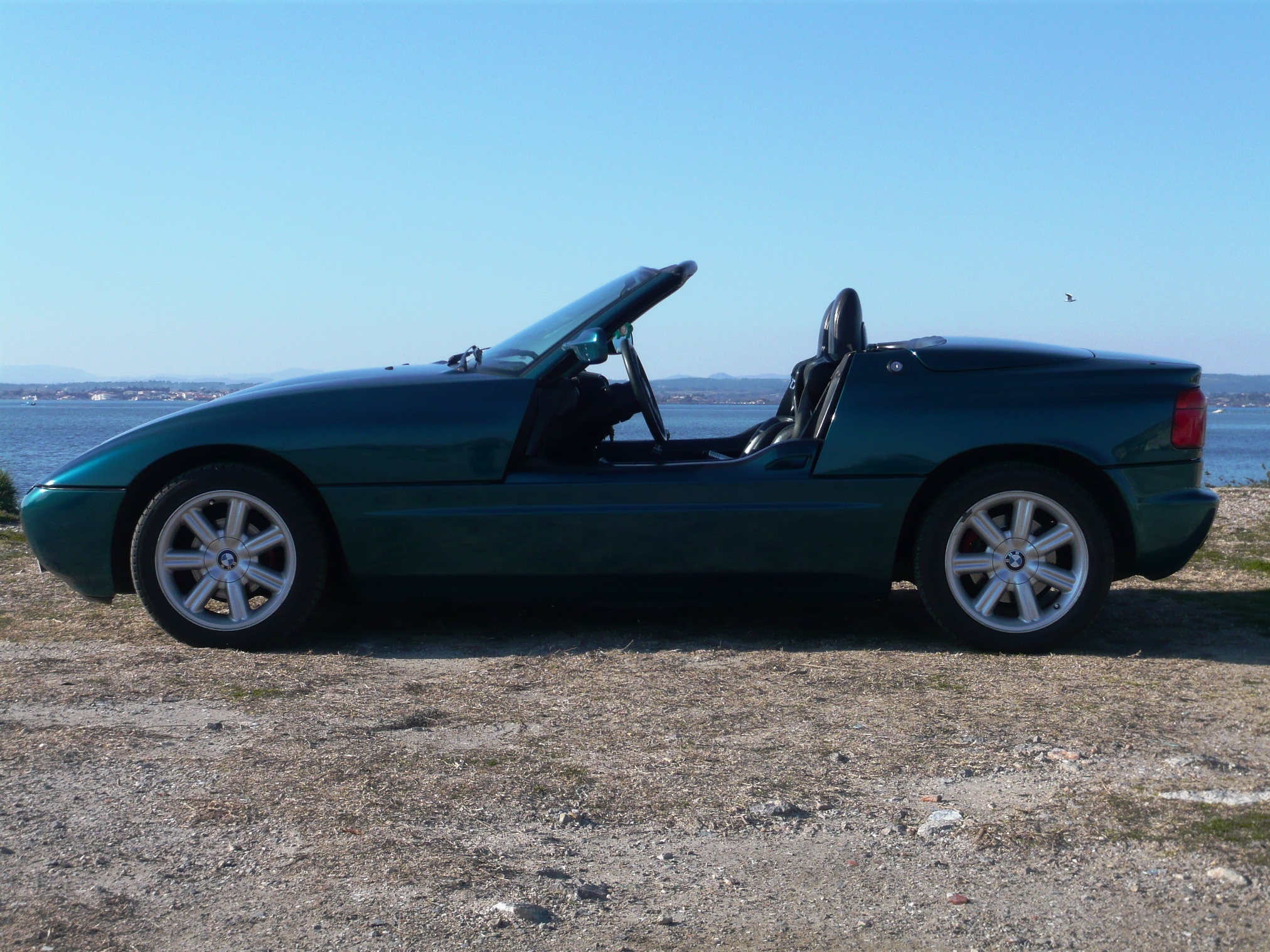
Vista laterale di una Z1 del 1989; notare le portiere aperte che vengono riposte sotto il pianale del veicolo

Lo studio aerodinamico fu molto approfondito con il risultato che l'auto presentava un coefficiente di resistenza aerodinamica di 0,36 cx a tetto chiuso e di 0,43 cx a tetto aperto.
Sempre per ottenere leggerezza, alte prestazioni e innovazione molte parti della vettura sono state realizzate in materiali plastici (il cofano, ed altre parti della carrozzeria, erano prodotte in vetroresina) particolari e sono stati progettati per essere sostituiti con molta celerità. Infine, oltre al particolare meccanismo di ritrazione delle portiere, la BMW Z1 è stata una delle prime automobili ad aver utilizzato tecnologie e innovazioni come i fari lenticolari e i roll-bar integrati con il design della vettura.
Ma la grande particolarità di questa automobile è la futuristica ritrazione degli sportelli laterali verso il basso, i quali, tramite motori elettrici, scendono verticalmente scomparendo nella carrozzeria. L'operazione è ulteriormente perfezionata con la ritrazione automatica dei cristalli all'interno delle portiere stesse.

### Motore
L'unico motore disponibile è un sei cilindri in linea a 12 valvole da 2.5 litri (2.494 cm³) capace di erogare 170 CV (127 kW) a 5.800 giri/min. È direttamente derivato da quello utilizzato sulla 325i, come anche il cambio.
Le prestazioni dichiarate per il modello erano di una velocità massima di 225 km/h e una accelerazione da 0 a 100 km/h in 7,9 secondi.

## Versione speciale Alpina (RLE)

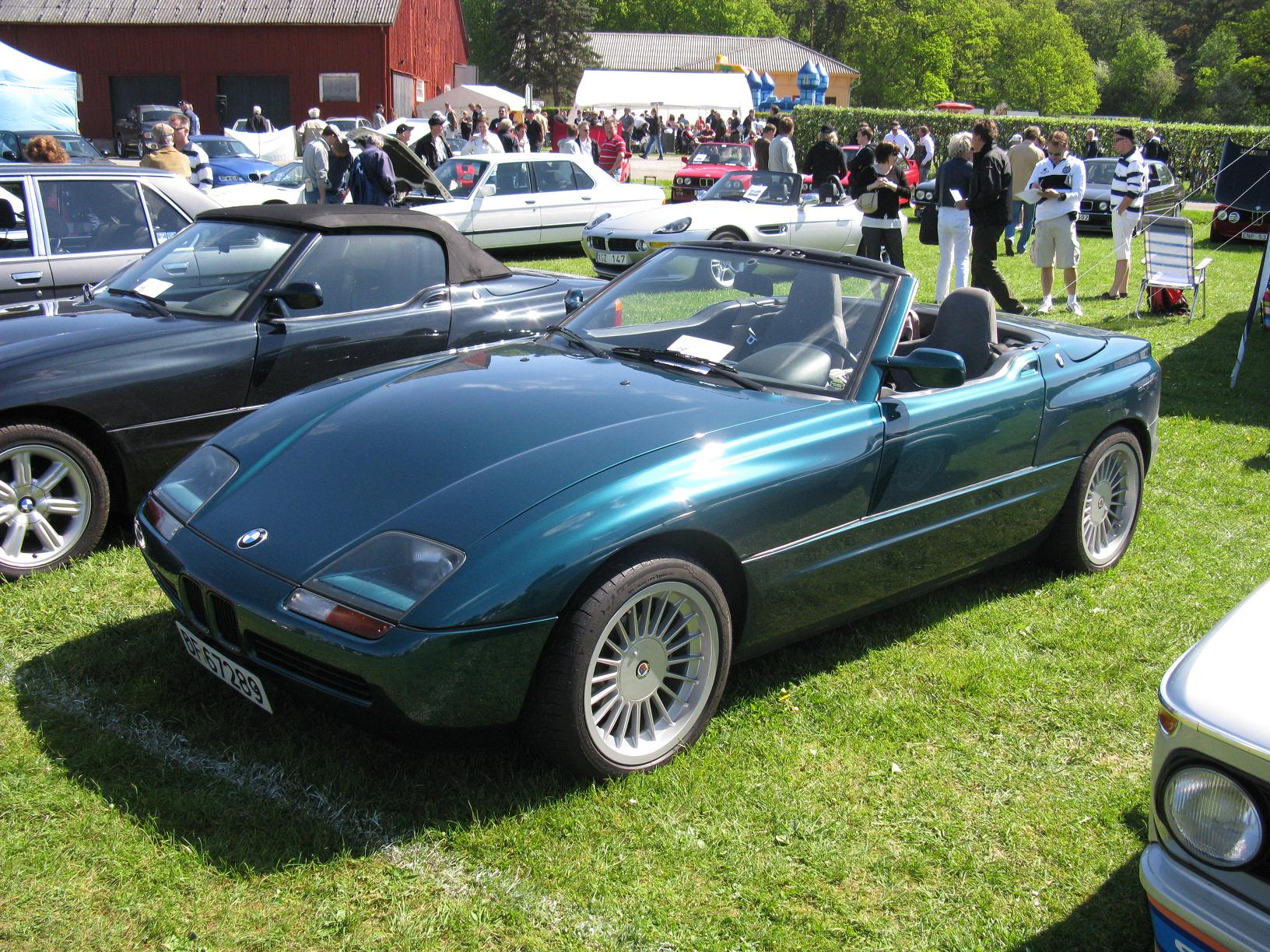
BMW Alpina Z1 RLE

Degli 8000 esemplari realizzati, 66 sono stati allestiti dalla Alpina e denominati Z1 RLE (Roadster Limited Edition).
Ognuno di questi esemplari presenta una targhetta identificativa del numero di esemplare ed ha un motore con cubatura maggiorata a 2.7 litri e 204 CV, e velocità massima incrementata a 228 km/h.
Oltre alla targhetta identificativa, le Z1 Alpina variavano per lo scarico sdoppiato, volante e pomello specifici e i tipici adesivi Alpina in color oro sulle fiancate.